# Лейбнюц, Фридрих
Фридрих Лейбнюц (нем. Friedrich Leibnütz, 1597 — 5 сентября 1652) — известный немецкий юрист, профессор философии морали (этики) Лейпцигского университета, преподаватель философии, асессор философского факультета Лейпцигского университета, отец выдающегося немецкого учёного и философа Готфрида Вильгельма Лейбница (1646—1716). 

## Биография
Фридрих Лейбнюц родился, вероятно, в городе Альтенберг (Рудные горы) в 1597 году. 
Воспитывался в Мейсене и строил карьеру в Лейпциге.
В течение двенадцати лет он преподавал философию или, как тогда выражались, мировую мудрость, занимая должность асессора на философском факультете Лейпцигского университета.
Он был также «публичным профессором философии морали» (профессором этики).
Лейбнюц был христианином лютеранского вероисповедания. 
В 1625 году он заключил свой первый брак с Анной Фриче, дочерью Бенедикта Фриче, от которой у него было шестеро детей, в том числе Иоганн Фридрих Лейбниц (1632—1696) и Анна Розина Лейбниц (1629—1666), которая была замужем за суперинтендантом Генрихом Фрейслебеном (1628—1666). 
В 1644 году женился на Катерине Шмукк (1621—1664), дочери уважаемого лейпцигского юриста, известного адвоката (или профессора права) Вильгельма Шмукка (1575—1634). Это был его третий брак. 
В 1646 году родился его сын Готфрид Вильгельм, который в 1671 году изменил написание своей фамилии на «Лейбниц».
Он стал известен как один из самых всеобъемлющих гениев за всю историю человечества. 
В 1648 году у него родилась дочь Анна Катарина Лейбниц, которая была замужем за теологом Симоном Лёффлером (1627—1674). 
Фридрих Лейбнюц умер в Лейпциге 5 сентября 1652 года, оставив после себя большую личную библиотеку. Он умер, когда его сыну Готфриду Вильгельму не было и семи лет.
В 1661 году, в возрасте четырнадцати лет (по другим данным — в возрасте 15 лет), Готфрид Вильгельм сам поступил в тот же Лейпцигский университет, где работал его отец.